# ナタマイシン
ナタマイシン（natamycin, INN）は、通常土壌中に見いだされる微生物Streptomyces natalensisによる発酵の際に生産される天然の抗真菌薬である。1958年に構造決定された。ピマリシン (pimaricin) としても知られる。両親媒性を示すため、ナタマイシンの水への溶解度は非常に低い。しかしながら、ナタマイシンは非常に低い量で効果を示す。ほとんどのかびに対して10 ppmより低い最小発育阻止濃度 (MIC) を示す。ナタマイシンは、マクロリドポリエン系抗真菌薬に分類され、薬としては真菌性角膜炎 (keratitis) の治療に使用される。ナタマイシンは特に、アスペルギルス属 (Aspergillus) およびフザリウム属 (Fusarium) の角膜への感染に対して有効である。
その他のポリエン系抗真菌薬は、アムホテリシンB、ナイスタチン、フィリピンなどである。

## 使用

### 食品
ナタマイシンは、乳製品、肉、その他の食品での菌の繁殖を抑えるために食品産業において数十年間使用されてきた。ナタマイシンの使用の潜在的利点は、伝統的な化学保存料の代替となること、風味を損わないこと、化学保存料で一般的に見られる有効性のpH依存性が小さいことなどが挙げられる。ナタマイシンは、懸濁液の噴霧、水懸濁液（brine）への製品の浸漬、あるいはホール、シュレッドあるいはソフトチーズにおいてセルロース（凝固防止剤）と共に粉末状で製品に混合するなどして使用される。現在アメリカ合衆国では肉に対する使用は認められていないが、いくつかの国では乾燥および発酵ソーセージの表面での菌の繁殖を防止するためにナタマイシンの使用が認められている。さらに具体的には、ナタマイシンは一般的にカッテージチーズや、サワークリーム、パックされたサラダミックスといった製品で使用されている。食品添加物としてのE番号はE235である。
欧州連合 (EU) 全域で、ナタマイシンは特定のチーズおよびドライソーセージ製品に対する表面保存料としての使用しか許可されていない。1979年、EU食品科学委員会 (SCF) は、ナタマイシンの使用について「しかしながら、食料での抗生物質使用が望ましくないという一般原則の観点から、当委員会は、ハム、ワイン、その他の飲料といったさらなる食品でのナタマイシンの使用の提案に対して強く反対する」との見解を出している。

### 医療
ナタマイシンは、カンジダ属 (Candida)、アスペルギルス属 (Aspergillus)、セファロスポリウム属 (Cephalosporium)、フザリウム属 (Fusarium)、ペニシリウム属 (Penicillium) の菌の感染の治療に用いられている。処方はクリーム、目薬あるいはトローチ（経口感染の場合）として行われる。これらの方法で投与した場合は、ナタマイシンは無視できる程しか体内に吸収されない。経口で摂取した場合、消化管からほとんどあるいは全く吸収されないため、全身感染症に対しては適さない 。

## 安全性
ナタマイシンに急性毒性はない。動物実験では、最低半数致死量 (LD50) は450 mg/kgだった。ラットでは、LD50は2300 mg/kg以上であり、2年間500 mg/kg/日を摂取させても、生存率、成長あるいは腫瘍の発生などにおいて検出できる差異は引き起こさなかった。ナタマイシンの代謝物も同様に毒性はない。様々な保存条件におけるナタマイシンの分解産物は、ナタマイシンよりも低いLD50値を示すが、全ての場合においてその値は非常に高い。ヒトでは、複数日に渡って繰り返し500 mg/kg/日を摂取すると、吐き気、嘔吐、下痢を引き起こす。
ナタマイシンが、薬あるいは食品添加物として使われるレベルで、通常の腸内細菌を傷付けることができるという証拠はないが、決定的な研究結果は存在していない。